# Serenity!

Serenity! est un film français d'Alexandre Mathis signé Herbert Mathese tourné en 2 jours à Paris fin décembre 1970.

## Synopsis
Huis clos sadien. 
Originellement inspiré du Jardin des supplices d'Octave Mirbeau. 
Un banquet organisé par un seigneur (Hervé de Luze) et sa compagne (Anne Angel), tourne à l’orgie et au mariage forcé de deux convives. Ou le bonheur dans le crime, d’où le titre du film. 
Le film a été tourné avec du vrai sang, et des crânes d’animaux. 

## Fiche technique
- Production, réalisation, scénario, éclairage : Paul-Hervé Mathis (Herbert Mathese)
- Caméra : Pierre Rigal
- Son : Gérard Marx
- Robe et bijoux Paco Rabanne
- Musique : In Taberna (Carl Orff, Carmina Burana), Chants des soldats allemands, Serenity (The Who)
- Photographe: Carlos Clarens
- Montage : Paul-Hervé Mathis
- 16 mm Couleurs   - Caméra Paillard Bolex
- Durée : 40 minutes à l'origine

## Distribution
- Hans Christian Van Hoof
- Nicole Moreau
- Hervé de Luze
- Anne Angel

## Histoire du film
Film inachevé, totalement marginal, comprenant des scènes « sexe » crues, Serenity a peut-être quelques années d’avance sur le cinéma commercial dans ce domaine. Il est après La Secte du diable de Willy Braque (inédit), Underground again de Laure Guggenheim (inédit, présenté à la Quinzaine des réalisateurs au Festival de Cannes 1970, puis à la cinémathèque), et Cleopatra de Michel Auder (inédit), un des tout premiers films français faisant appel à des scènes que l’on ne voyait pas encore dans le cinéma commercial. 
Présentés à quelques distributeurs arrêtant la projection, et dans des maisons de la culture au cours des années 1970, au « Festival du Bon Film », rétrospective axée sur un cinéma parallèle français, organisée à la MJC de Soisy-sous-Montmorency en octobre 1976 par Philippe Truffault (où l’on verra des œuvres de Raphaël Bassan, Philippe Truffault, Alain Deruelle, Dominique Mazuet, Jean-Pierre Bouyxou…), Serenity ! et Vinyl ! ont eu quelques ardents défenseurs tels Jonathan Farren (dans le n° du Parapluie Spécial cinéma underground français, 1971) et le spécialiste en matière de cinéma expérimental, Raphaël Bassan, parlant dans « Écran 76 » à propos de Serenity de « remarquable et paroxystique opéra d’images d’un très troublant lyrisme ».
Film aux fortes dominantes rougeâtres, Serenity a été projeté chaque fois avec une bande-son différente, la dernière étant celle accompagnée par des marches militaires allemandes et In Taberna (Carl Orff) ouvrant le long premier plan - fixe - du film sur Hans Christian Van Hoof nu, couvert de sang. 
Plus récemment, l’auteur acceptera que seul Bathroom soit reprojeté à la Cinémathèque française (Grands boulevards) en 2001, dans le cadre de la rétrospective Jeune, dure et pure, une histoire du cinéma d'avant-garde et expérimental en France, organisée par Nicole Brenez et Christian Lebrat (Carte blanche à Raphaël Bassan).